# Comuna Corbu, Constanța
Corbu este o comună în județul Constanța, Dobrogea, România, formată din satele Corbu (reședința), Luminița și Vadu.

## Demografie
Componența etnică a comunei Corbu
     Români (78,71%)
     Alte etnii (0,4%)
     Necunoscută (20,88%)
Componența confesională a comunei Corbu
     Ortodocși (73,35%)
     Adventiști (1,83%)
     Alte religii (2,04%)
     Necunoscută (22,77%)
Conform recensământului efectuat în 2021, populația comunei Corbu se ridică la 5.727 de locuitori, în creștere față de recensământul anterior din 2011, când fuseseră înregistrați 5.689 de locuitori. Majoritatea locuitorilor sunt români (78,71%), iar pentru 20,88% nu se cunoaște apartenența etnică. Din punct de vedere confesional, majoritatea locuitorilor sunt ortodocși (73,35%), cu o minoritate de adventiști (1,83%), iar pentru 22,77% nu se cunoaște apartenența confesională.

## Politică și administrație
Comuna Corbu este administrată de un primar și un consiliu local compus din 15 consilieri. Primarul, Vasile Lumînare[*], de la Partidul Social Democrat, este în funcție din octombrie 2020. Începând cu alegerile locale din 2024, consiliul local are următoarea componență pe partide politice:
|  | Partid                          | Consilieri | Componența Consiliului | Componența Consiliului | Componența Consiliului | Componența Consiliului | Componența Consiliului | Componența Consiliului | Componența Consiliului | Componența Consiliului | Componența Consiliului |
|  | ------------------------------- | ---------- | ---------------------- | ---------------------- | ---------------------- | ---------------------- | ---------------------- | ---------------------- | ---------------------- | ---------------------- | ---------------------- |
|  | Partidul Social Democrat        | 9          |                        |                        |                        |                        |                        |                        |                        |                        |                        |
|  | Partidul Național Liberal       | 3          |                        |                        |                        |                        |                        |                        |                        |                        |                        |
|  | Alianța pentru Unirea Românilor | 3          |                        |                        |                        |                        |                        |                        |                        |                        |                        |